# 南華克站
南華克站（英語：Southwark tube station）是倫敦地鐵的一個車站，位於南華克區。南華克站是朱比利線的車站，位於倫敦第1收費區。南華克站開通於1999年11月20日，是銀禧線延長工程的一部分。
本站實際上位於南華克西部，並不接近南華克的中心地帶。自治市站比本站更接近南華克的中心。本站位置已靠近南華克區與蘭貝斯區交界。

## 歷史
1979年5月1日，銀禧線第一階段：貝克街至查令十字段落成啟用。銀禧線原有計劃第二階段自查令十字沿弗利特街向東延伸，並於奧德維奇、今城市泰晤士連線站附近、景隆街和芬喬奇街設站。1980年8月1日，國會亦批准銀禧線第三階段由芬喬奇街東延至伍利奇兵工廠站，途經沃平、瑟里碼頭北、北格林尼治、海關樓站和銀城，並增設前往貝克頓的支線。換言之，銀禧線原有計劃並沒有經過本站。
由於缺乏資金，興建銀禧線原有第二、三階段的計劃被擱置。1980年代晚期，
倫敦碼頭區和金絲雀碼頭正重新開發成新商業區。發展金絲雀碼頭碼頭的奧林匹亞及約克公司建議興建「滑鐵盧與格林尼治鐵路」，走線始於滑鐵盧，途經倫敦橋、伯蒙德賽和金絲雀碼頭，終於格林尼治，估計造價為4億英磅。
然而，倫敦交通委員會認為應先待新鐵路發展研究報告結果出爐才擬定走線。其中，東倫敦鐵路研究報告建議銀禧線由綠園站延伸至斯特拉福德站，途經西敏站、滑鐵盧站、伯蒙德賽、金絲雀碼頭（沿用了「滑鐵盧與格林尼治鐵路」滑鐵盧至金絲雀碼頭一段走線）、布萊克沃爾和景寧鎮，其中景寧鎮至斯特拉福德一段鐵路與北倫敦線東段並排。除了布萊克沃爾一段改為途經北格林尼治外，上述建議最終成功落實。國會於1990年7月就興建銀禧線延線的議案討論時，當時議案已包括興建本站。雖然如此，英國運輸部要求倫敦區域運輸局提供更多資料以作為興建本站的理據。。
銀禧線主體工程（包括興建本站）透過1992年倫敦地鐵法獲批准展開，其餘工程則透過1993年倫敦地鐵（銀禧）法獲准展開。1994年10月，由於同樣使用了新奧工法的希思羅機場快線建築工程出現隧道倒塌，銀禧線延線的隧道鑽挖工程因而受到延誤。1999年11月20日，本站隨銀禧線延線逐步通車而啟用。

## 車站設施
與其他銀禧線延線的地底車站一樣，本站月台設有全高式月台門。

## 接駁交通
倫敦巴士40、63號及通宵路線N63、N89號均服務本站。

## 車站相片

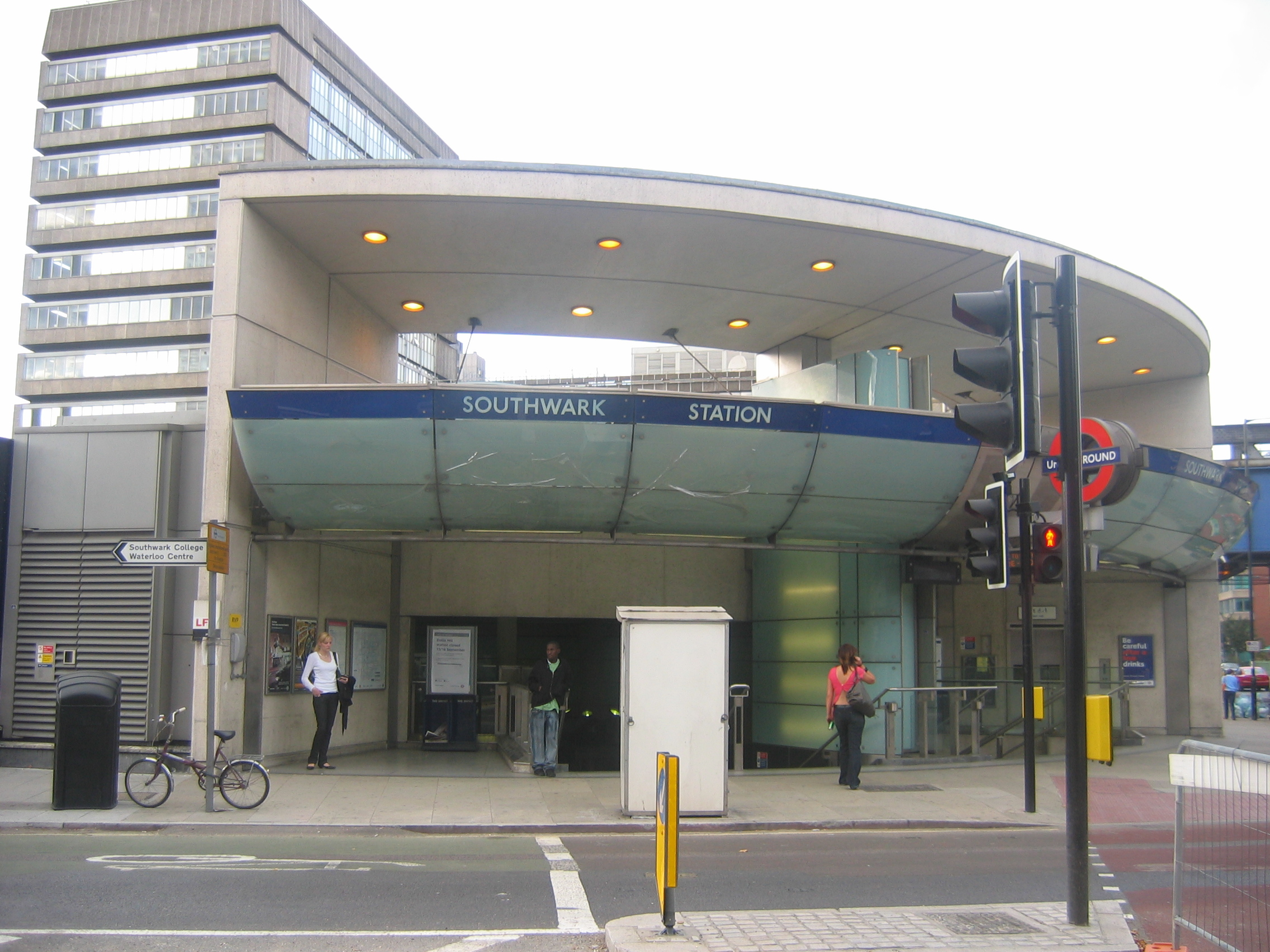
入口
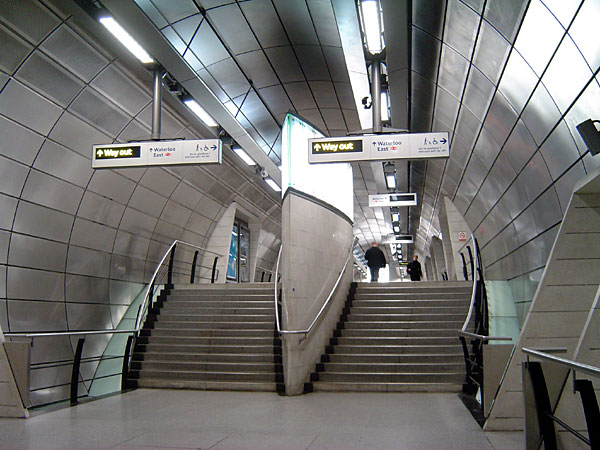
大堂
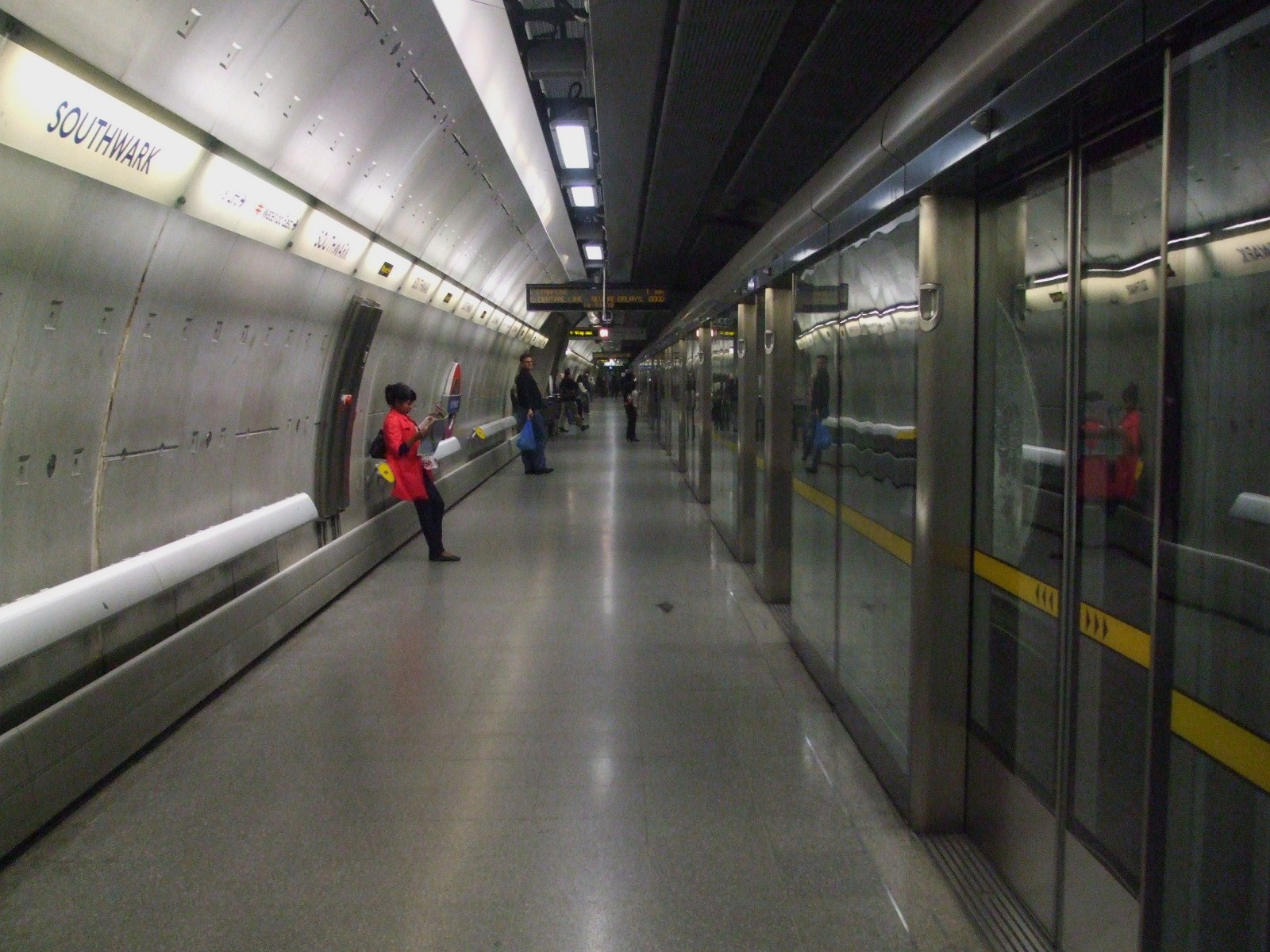
西行月台
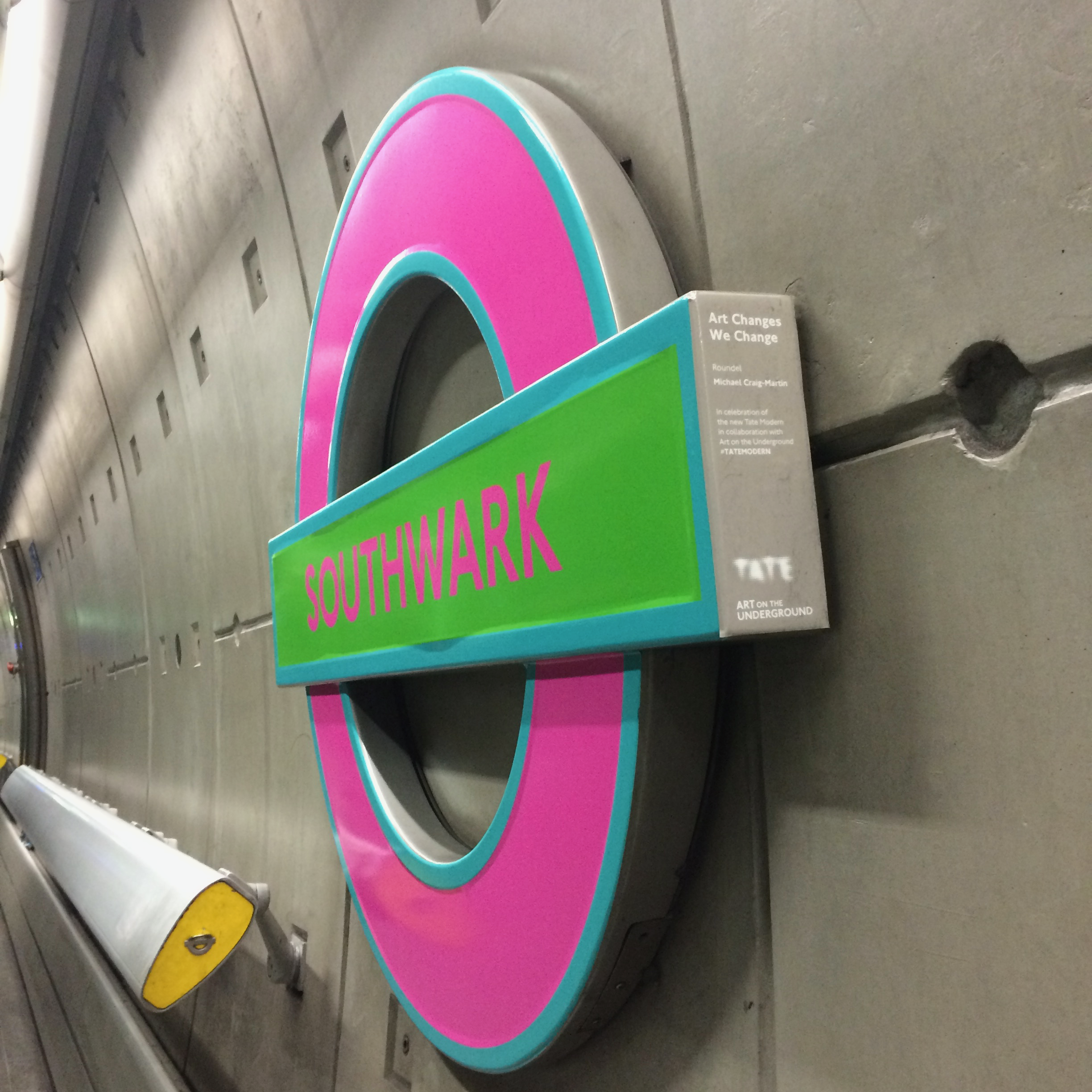
為了慶祝泰特現代藝術館新館開幕而設計的新圓標

## 鄰近地標
- Oxo塔
- 黑衣修士橋